# František Břečka
František Břečka (ur. 21 czerwca 1958 w Gottwaldovie) – czeski lekkoatleta, sprinter, medalista mistrzostw Europy w 1978. W czasie swojej kariery reprezentował Czechosłowację.

## Kariera sportowa
Zajął 7. miejsce w biegu na 400 metrów przez płotki na mistrzostwach Europy juniorów w 1977 w Doniecku.
Zdobył brązowy medal w sztafecie 4 × 400 metrów (która biegła w składzie: Josef Lomický, Břečka, Miroslav Tulis i Karel Kolář) na mistrzostwach Europy w 1978 w Pradze. Zajął 7. miejsce w sztafecie 4 × 100 metrów (w składzie: Lomický, Dušan Malovec, Břečka i Kolář) na igrzyskach olimpijskich w 1980 w Moskwie, a w biegu na 200 metrów odpadł w ćwierćfinale.
Na mistrzostwach Europy w 1982 w Atenach Břečka odpadł w półfinale biegu na 200 metrów i zajął 5. miejsce w sztafecie 4 × 400 metrów. Ponieważ Czechosłowacja zbojkotowała letnie igrzyska olimpijskie w 1984 w Los Angeles, Břečka wystąpił na alternatywnych zawodach Przyjaźń-84 w Moskwie, gdzie zajął 5. miejsce w biegu na 200 metrów, 4. miejsce w sztafecie 4 × 100 metrów i odpadł w eliminacjach biegu na 100 metrów.
Był mistrzem Czechosłowacji w biegu na 200 metrów w 1981, 1982 i 1984 oraz w sztafecie 4 × 100 metrów w 1984, wicemistrzem w biegu na 100 metrów w 1981 i 1984 oraz w biegu na 400 metrów w 1982 i 1983, a także brązowym medalistą w biegu na 200 metrów w 1983, w biegu na 400 metrów przez płotki w 1977 i 1979, w sztafecie 4 × 100 metrów w 1982 i w sztafecie 4 × 400 metrów w 1979.
Ustanowił rekord Czechosłowacji w biegu na 200 metrów czasem 20,61 s (9 września 1984 w Cagliari). Czterokrotnie poprawiał rekord Czechosłowacji w sztafecie 4 × 400 metrów do wyniku 3:02,82 (11 września 1982 w Atenach). Czas sztafety 3:03,99 z 3 września 1978 w Pradze był rekordem Czech do 1997. 
Rekordy życiowe Břečki:
- bieg na 100 metrów – 10,42 s (21 lipca 1984, Praga)
- bieg na 200 metrów – 20,61 s (9 września 1984, Cagliari)
- bieg na 400 metrów – 46,69 s (1982)
- bieg na 400 metrów przez płotki – 51,44 s (24 czerwca 1979, Bańska Bystrzyca)

Jego młodszy brat Petr był również znanym lekkoatletą, sprinterem, mistrzem Czechosłowacji.